# 長野県立岡谷竜上高等学校
もしかして
- 長野県岡谷竜上高等学校

ではありませんか？